# Henryk Tennenbaum
Henryk Tennenbaum (ur. 1881, zm. 1946) – profesor ekonomii w Szkole Głównej Handlowej, prowadził badania nad strukturą gospodarczą Polski.
Podczas I wojny świat. działacz Stronnictwa Narodowo-Radykalnego. Członek Centralnego Komitetu Narodowego w Warszawie (XI 1916 – V 1917).
Był ekspertem delegacji polskiej na  konferencji pokojowej w Paryżu w 1919 roku zajmującym się zagadnieniami gospodarczymi.
20 listopada 1924 został odznaczony duńskim krzyżem komandorskim z gwiazdą Orderu Danebroga